# Eleccions generals espanyoles de 1989
Les eleccions se celebraren el 29 d'octubre de 1989. El PSOE es quedaria a un escó de revalidar per tercer cop la seva majoria absoluta encara que pogué governar sense entrebancs gràcies a l'absència dels diputats de HB durant tota la legislatura. El Partido Popular es presentava com a partit després de la seva refundació aquell mateix any.

## Votació d'investidura
El dimarts 5 de desembre del 1989, es va votar la investidura, faltaven els 18 diputats corresponents a circumscripcions en què s'havien impugnat els resultats electorals i els litigis encara no s'havien resolt. Felipe González va aconseguir el suport necessari per ser investit president del govern en la primera votació.

## Resultats
| ← Eleccions generals espanyoles, 29 d'octubre de 1989 →      |           |       |        |      |
| Partit                                                       | Vots      | %     | Escons | Dif. |
| Partido Socialista Obrero Español (PSOE)                     | 8.115.568 | 39,6  | 175    | -9   |
| Partido Popular (PP)                                         | 5.285.972 | 25,79 | 107    | +2   |
| Convergència i Unió (CiU)                                    | 1.032.243 | 5,04  | 18     | =    |
| Izquierda Unida (IU)                                         | 1.858.588 | 9,07  | 17     | +10  |
| Centre Democràtic i Social (CDS)                             | 1.617.716 | 7,89  | 14     | -5   |
| Partit Nacionalista Basc (EAJ-PNV)                           | 254.681   | 1,24  | 5      | -1   |
| Herri Batasuna (HB)                                          | 217.278   | 1,06  | 4      | -1   |
| Partido Andalucista (PA)                                     | 212.687   | 1,04  | 2      | +2   |
| Unió Valenciana (UV)                                         | 144.924   | 0,71  | 2      | +1   |
| Eusko Alkartasuna (EA)                                       | 136.955   | 0,67  | 2      | +2   |
| Euskadiko Ezkerra (EE)                                       | 105.238   | 0,51  | 2      | =    |
| Partido Aragonés Regionalista (PAR)                          | 71.733    | 0,35  | 1      | =    |
| Agrupacions Independents de Canàries (AIC)                   | 64.767    | 0,32  | 1      | =    |
| Agrupación Electoral Ruiz Mateos (AERM)                      | 219.883   | 1,07  |        |      |
| Los Verdes-Lista Verde (LV-LV)                               | 153.107   | 0,77  |        |      |
| Los Verdes Ecologistas (LVE)                                 | 136.335   | 0,67  |        |      |
| Partit dels Treballadors d'Espanya-Unitat Comunista (PTE-UC) | 86.257    | 0,42  |        |      |
| Esquerra Republicana de Catalunya (ERC)                      | 84.765    | 0,41  |        |      |
| Partido Socialista de los Trabajadores (PST)                 | 81.218    | 0,40  |        |      |
| Partit Comunista dels Pobles d'Espanya (PCPE)                | 62.664    | 0,31  |        |      |
| Bloc Nacionalista Gallec (BNG)                               | 47.763    | 0,23  |        |      |
| Coalició Gallega (CG)                                        | 45.821    | 0,22  |        |      |
| Unitat del Poble Valencià (UPV)                              | 40.767    | 0,20  |        |      |
| PSG-EG                                                       | 34.131    | 0,17  |        |      |
| Alternativa Verda-Moviment Ecologista de Catalunya (AV-MCE)  | 25.978    | 0,13  |        |      |
| Falange Española de las JONS (FE-JONS)                       | 24.025    | 0,12  |        |      |
| Assemblea Canària Nacionalista (ACN)                         | 21.539    | 0,11  |        |      |
| VERDE                                                        | 21.235    | 0,11  |        |      |
| Coalición Socialdemócrata (CSD)                              | 17.095    | 0,08  |        |      |
| Partit Humanista (PH)                                        | 15.936    | 0,08  |        |      |
| Partit Nacionalista Gallec-Partit Galleguista (PNG-PG)       | 14.411    | 0,07  |        |      |
| Alianza por la República                                     | 12.807    | 0,06  |        |      |
| Extremadura Unida (EU)                                       | 10.984    | 0,05  |        |      |
| PSM-ENE                                                      | 7.989     | 0,04  |        |      |
| PORE                                                         | 7.906     | 0,04  |        |      |
| Independientes de Gran Canaria                               | 6.371     | 0,04  |        |      |
| Partit Asturianista (PA)                                     | 5.414     | 0,03  |        |      |
| Unidad Centrista-PED                                         | 4.942     | 0,03  |        |      |
| Frente Popular Galega                                        | 3.657     | 0,02  |        |      |
| Unidá Nacionalista Asturiana (UNA)                           | 3.218     | 0,02  |        |      |
| Unidad Aragonesista-Chunta Aragonesista (UA-ChA)             | 3.156     | 0,02  |        |      |
| ENV-URV                                                      | 2.988     | 0,01  |        |      |
| PREPAL                                                       | 2.962     | 0,01  |        |      |
| Unió Balear                                                  | 2.883     | 0,01  |        |      |
| PANCAL                                                       | 1.199     | 0,01  |        |      |
| Acción Republicana Democrática Española (ARDE)               | 975       | 0,0   |        |      |
| Falange Española Independiente                               | 827       | 0,0   |        |      |

## Dades

Partits majoritaris per províncies a les eleccions generals de 1989

- Cens electoral: 29.604.055
- Votants: 69,74%
- Abstenció: 30,26%
- Vots vàlids: 99,26%
- Vots nuls: 0,74%
- Vots a candidatures: 99,31%
- Vots Blancs: 0,69%

## Diputats

### Catalunya

#### Barcelona
- Narcís Serra i Serra (PSC-PSOE)
- Eduardo Martín Toval (PSC-PSOE)
- Salvador Clotas i Cierco (PSC-PSOE)
- Jordi Solé i Tura (PSC-PSOE)
- Josep Borrell i Fontelles (PSC-PSOE)
- Dolors Renau i Manén (PSC-PSOE)
- Joan Marcet i Morera (PSC-PSOE)
- Anna Balletbò i Puig (PSC-PSOE)
- Carlos Navarro i Gómez (PSC-PSOE)
- Mercè Aroz i Ibáñez (PSC-PSOE)
- Francisco Neira León (PSC-PSOE)
- Pere Jover i Presa (PSC-PSOE)
- Juli Busquets i Bragulat (PSC-PSOE)
- Jordi Marsal i Muntalà (PSC-PSOE)
- Miquel Roca i Junyent (CiU)
- Josep Maria Cullell i Nadal (CiU)
- Josep Maria Trias de Bes i Serra (CiU)
- Llibert Cuatrecasas i Membrado (CiU)
- Rafael Hinojosa i Lucena (CiU)
- Maria Eugènia Cuenca i Valero (CiU)
- Francesc Homs i Ferret (CiU)
- Jordi Casas i Bedós (CiU)
- Lluís Miquel Recoder i Miralles (CiU)
- Pere Baltà i Llopart (CiU)
- Antoni Casanovas i Brugal (CiU)
- Ramon Espasa i Oliver (Iniciativa per Catalunya)
- Francesc Baltasar i Albesa (Iniciativa per Catalunya)
- Joan Josep Armet i Coma (Iniciativa per Catalunya)
- Jorge Fernández Díaz (Partit Popular de Catalunya)
- Manuel Milián Mestre (Partit Popular de Catalunya)
- Enric Lacalle i Coll (Partit Popular de Catalunya)
- Antoni Fernández i Teixidó (CDS)

#### Girona
- Josep López de Lerma i López (CiU)
- Salvador Carrera i Comes (CiU)
- Pere Vidal Sardó (CiU)
- Joan Manuel del Pozo i Álvarez (PSC-PSOE)
- Lluís Maria de Puig i Olivé (PSC-PSOE)

#### Lleida
- Josep Antoni Duran i Lleida (CiU)
- Manuel Ferrer i Profitós (CiU)
- Josep Pau i Pernau (PSC-PSOE)
- Josep Ramon Modol i Pifarré (PSC-PSOE)

#### Tarragona
- Joan Miquel Nadal i Malé (CiU)
- Salvador Sedó i Marsal (CiU)
- Jaume Antich i Balada (PSC-PSOE)
- Ignasi Carnicer Barrufet (PSC-PSOE)
- Juan Manuel Fabra Vallés (Partit Popular de Catalunya)

### País Valencià

#### Alacant
- Josep Vicent Bevià Pastor (PSPV-PSOE)
- Luis Berenguer Fuster (PSPV-PSOE)
- Teresa Sempere Jaen (PSPV-PSOE)
- Asunción Cruañes Molina (PSPV-PSOE)
- Ángel Luna González (PSPV-PSOE)
- Federico Trillo-Figueroa Martínez-Conde (Partit Popular de la Comunitat Valenciana)
- José Cholbi Diego (Partit Popular de la Comunitat Valenciana)
- Juan Antonio Montesinos García (Partit Popular de la Comunitat Valenciana)
- Rafael Martínez-Campillo García (CDS)
- Narcís Vázquez Romero (EUPV)

#### Castelló de la Plana
- Francisco Arnau Navarro (PSPV-PSOE)
- Xavier Tárrega Bernal (PSPV-PSOE)
- Irma Simón Calvo (PSPV-PSOE)
- Gabriel Elorriaga Fernández (Partit Popular de la Comunitat Valenciana)
- José María Escuín Monfort (Partit Popular de la Comunitat Valenciana)

#### València
- Ciprià Ciscar Casaban (PSPV-PSOE)
- Vicente Albero Silla (PSPV-PSOE)
- Jaume Castells Ferrer (PSPV-PSOE)
- José María Mohedano Fuertes (PSPV-PSOE)
- Adela Pla Pastor (PSPV-PSOE)
- Javier Paniagua Fuentes (PSPV-PSOE)
- Juan Antonio Lloret Llorens (PSPV-PSOE)
- Celeste Lidia Juan Millet (PSPV-PSOE)
- José Manuel García-Margalló Marfil (Partit Popular de la Comunitat Valenciana)
- Pedro Agramunt Font de Mora (Partit Popular de la Comunitat Valenciana)
- José Ramón Pascual Monzó (Partit Popular de la Comunitat Valenciana)
- Gaspar Ariño Ortiz (Partit Popular de la Comunitat Valenciana)
- Juan Ramón Oliver Chirivella (UV)
- Vicent González Lizondo (UV)
- Ricardo Peralta Ortega (EUPV)
- Joaquín Abril Martorell (CDS)

### Illes Balears
- Josep Cañellas Fons (Partit Popular de Balears)
- Adolfo Vilafranca Bosch (Partit Popular de Balears)
- Enrique Ramón Fajarnés (Partit Popular de Balears)
- Emilio Alonso Sarmiento (PSIB-PSOE)
- Antoni Costa Costa (PSIB-PSOE)
- Félix Pons Irazazábal (PSIB-PSOE)

## Senadors

### Astúries
- Ángel Fernández Menéndez (Partit Popular)
- Rafael Fernández Álvarez (PSOE)
- José Ramón Herrero Merediz (PSOE)
- María Nelly Fernández Arias (PSOE)

### Catalunya

#### Barcelona
- Jordi Maragall i Noble (PSC-PSOE)
- Joan Reventós i Carner (PSC-PSOE)
- Josep Maria Triginer i Fernández (PSC-PSOE)
- Joaquima Alemany i Roca (CiU)

#### Girona
- Francesc Ferrer i Gironès (PSC-PSOE)
- Ramon Sala i Canadell (CiU)
- Narcís Oliveras i Terradas (CiU)
- David Marca i Cañellas (CiU)

#### Lleida
- Miquel Aguilà i Barril (PSC-PSOE)
- Jaume Cardona i Vila (CiU)
- Joan Horaci Simó i Burgués (CiU)
- Estanislau Felip i Monsonís (CiU)

#### Tarragona
- Vicent Beguer i Oliveres (CiU)
- Josep Maria Bertran i Soler (CiU)
- Francesc Xavier Amorós i Solà (PSC-PSOE)
- Josep Maria Musté i Folch (CiU)

### País Valencià

#### Alacant
- Alberto Javier Pérez Farré (PSPV-PSOE)
- Arturo Lizón Giner (PSPV-PSOE)
- Angel Antonio Franco Gutiez (PSPV-PSOE)
- Miguel Barceló Pérez (Partit Popular de la Comunitat Valenciana)

#### Castelló
- Miguel López Muñoz (PSPV-PSOE)
- Juan José Ortiz Pérez (Partit Popular de la Comunitat Valenciana)
- Benjamín Salvador Nebot (PSPV-PSOE)
- Ofelia Soler Nomdedéu (PSPV-PSOE)

#### València
- Alfons Cucó Giner (PSPV-PSOE)
- Joaquín Ruiz Mendoza (PSPV-PSOE)
- Josefa Frau Ribes (PSPV-PSOE)
- Ignacio Gil Lázaro (Partit Popular de la Comunitat Valenciana)

### Illes Balears

#### Mallorca
- Joaquín Cotoner Goyeneche (Partit Popular de Balears)
- Antoni Garcías Coll (PSIB-PSOE)
- Simón Pedro Barceló Vadell (Partit Popular de Balears)

#### Menorca
- Martín José Escudero Sirerol (Partit Popular de Menorca)

#### Eivissa-Formentera
- Alonso Marí Calbet (Partit Popular de Balears)

### Euskadi

#### Àlaba
- María Teresa Rodríguez Barahona (PSE-PSOE)
  - substituïda per Estrella Rojo Tudela
- Ramón Bajo Fanlo (EAJ-PNB)
- Augusto Borderas Gaztambide (PSE-PSOE)
- Amado Alejandro Ascasso Trincado (PSE-PSOE)

#### Biscaia
- Iñaki Aguirre Barañano (EAJ-PNB)
  - substituït per Gabriel María Madariaga Izurza
- Ramón Rubial Cavia (PSE-PSOE)
- Carmelo Enrique Renobales Vivanco (EAJ-PNB)
- Juan José Aspuru Ruiz (EAJ-PNB)

#### Gipúscoa
- Aurora Bascarán Martínez (PSE-PSOE)
- José Luis Elkoro Unamuno (Herri Batasuna)
- Iñigo Iruín Sanz (Herri Batasuna)
- José Luis Álvarez Emparantza (Herri Batasuna)
  - substituït per Genoveva Forest i Tarrat

### Galícia

#### La Corunya
- Manuel Jaime Barreiro Gil (PSOE)
- Ricardo Pérez Queiruga (Partit Popular de Galícia)
- Margarita López Pardo (Partit Popular de Galícia)
- Augusto César Lendoiro (Partit Popular de Galícia)
  - substituït per Álvaro Someso Salvadores

#### Lugo
- Francisco Cacharro Pardo (PP)
- José Blanco López (PSOE)
- Julio Manuel Yebra-Pimentel Blanco (PP)
- Aniceto Codesal Lozano (PP)

#### Ourense
- Isaac Vila Rodríguez (Partit Popular de Galícia)
- Agustín Vega Fuente (PSOE)
- Manuel Antonio Martínez Randulfe (Partit Popular de Galícia)
- Manuel Montero Gómez (Partit Popular de Galícia)
  - substituït per Mario Fernández Álvarez

#### Pontevedra
- Elvira Fernández Díaz (PSOE)
- Carlos Mantilla Rodríguez (Partit Popular de Galícia)
- Manuel Cuña Novás (PSOE)
  - substituït per Carmen Giráldez Rodríguez
- José Luis Rivera Mallo (Partit Popular de Galícia)

### Navarra
- Javier Luis del Castillo Bandrés (Unió del Poble Navarrès)
- José Iribas Sánchez de Boado (Unió del Poble Navarrès)
- Pedro José Ardaiz Egüés (PSOE)
- José Javier Viñes Rueda (Unió del Poble Navarrès)